# Hilara aurea
Hilara aurea är en tvåvingeart som beskrevs av Straka 1987. Hilara aurea ingår i släktet Hilara och familjen dansflugor. Inga underarter finns listade i Catalogue of Life.